# Glenoleon berthoudi
Glenoleon berthoudi är en insektsart som beskrevs av Tillyard 1916. Glenoleon berthoudi ingår i släktet Glenoleon och familjen myrlejonsländor. Inga underarter finns listade i Catalogue of Life.